# Brunsvigia
Brunsvigia is een geslacht van bolgewassen uit de narcisfamilie (Amaryllidaceae). De soorten komen voor van Tanzania tot in Zuid-Afrika.

## Soorten
- Brunsvigia bosmaniae F.M.Leight.
- Brunsvigia comptonii W.F.Barker
- Brunsvigia elandsmontana Snijman
- Brunsvigia gariepensis Snijman
- Brunsvigia grandiflora Lindl.
- Brunsvigia gregaria R.A.Dyer
- Brunsvigia herrei Leight. ex W.F.Barker
- Brunsvigia josephinae (Redouté) Ker Gawl.
- Brunsvigia kirkii Baker
- Brunsvigia litoralis R.A.Dyer
- Brunsvigia marginata (Jacq.) W.T.Aiton
- Brunsvigia namaquana D.Müll.-Doblies & U.Müll.-Doblies
- Brunsvigia natalensis Baker
- Brunsvigia nervosa (Poir.) ined.
- Brunsvigia orientalis (L.) Aiton ex Eckl.
- Brunsvigia pulchra (W.F.Barker) D.Müll.-Doblies & U.Müll.-Doblies
- Brunsvigia radula (Jacq.) W.T.Aiton
- Brunsvigia radulosa Herb.
- Brunsvigia undulata F.M.Leight.

... · 
Acis · 
Amaryllis · 
Boophone · 
Clivia · 
Crinum (Haaklelie) · 
Galanthus (Sneeuwklokje) · 
Hippeastrum · 
Hymenocallis · 
Leucojum (Narcisklokje) · 
Narcissus (Narcis) · 
Pancratium · 
Scadoxus · 
Sprekelia · 
Sternbergia · 
...